# Rail Baltica
Rail Baltica är en planerad normalspårig höghastighetsjärnväg mellan Warszawa och Tallinn genom Baltikum, med eventuell förlängning till Helsingfors genom undervattenstunnel i Finska viken.

## Bakgrund och projekt

### Baltikums järnvägar under 1900-talet
Före andra världskriget hade de baltiska ländernas järnvägar normalspår som dock byggdes om till bredspår i Sovjetunionen. En viktig uppgift för järnvägarna var godstransport från Ryssland till hamnarna i Ventspils och Klaipeda, så östvästliga järnvägar prioriterades. Den internationella linjen Vilnius–Warszawa gick genom Vitryssland och Kaunas/Riga–Elbląg via Kaliningrad. Efter 1991 försvårade allt detta järnvägstrafiken mellan de baltiska länderna och Polen. Över den polsk-litauiska gränsen fanns bara en obetydlig krokig järnväg med spårviddsbyte. Över de andra gränserna gick också järnvägar i omvägar och sämre skick. Buss och flyg tog över kollektivtrafiken över gränserna.

### I Europeiska unionen
Redan 1994 planerades en nord-sydlig höghastighetsjärnväg mellan de baltiska staterna och år 2004 tog Europeiska unionen upp järnvägen i TEN-T:s prioriterade lista. Processen försenades dock av den ekonomiska krisen i Baltikum 2008-9.

### Beslut och planering
Sedan de tre baltiska länderna enats om att stödja en tilläggsbana Kaunas−Vilnius ratificerades järnvägsavtalet år 2017 av parlamenten i de tre baltiska staterna.

### Rail Baltica I

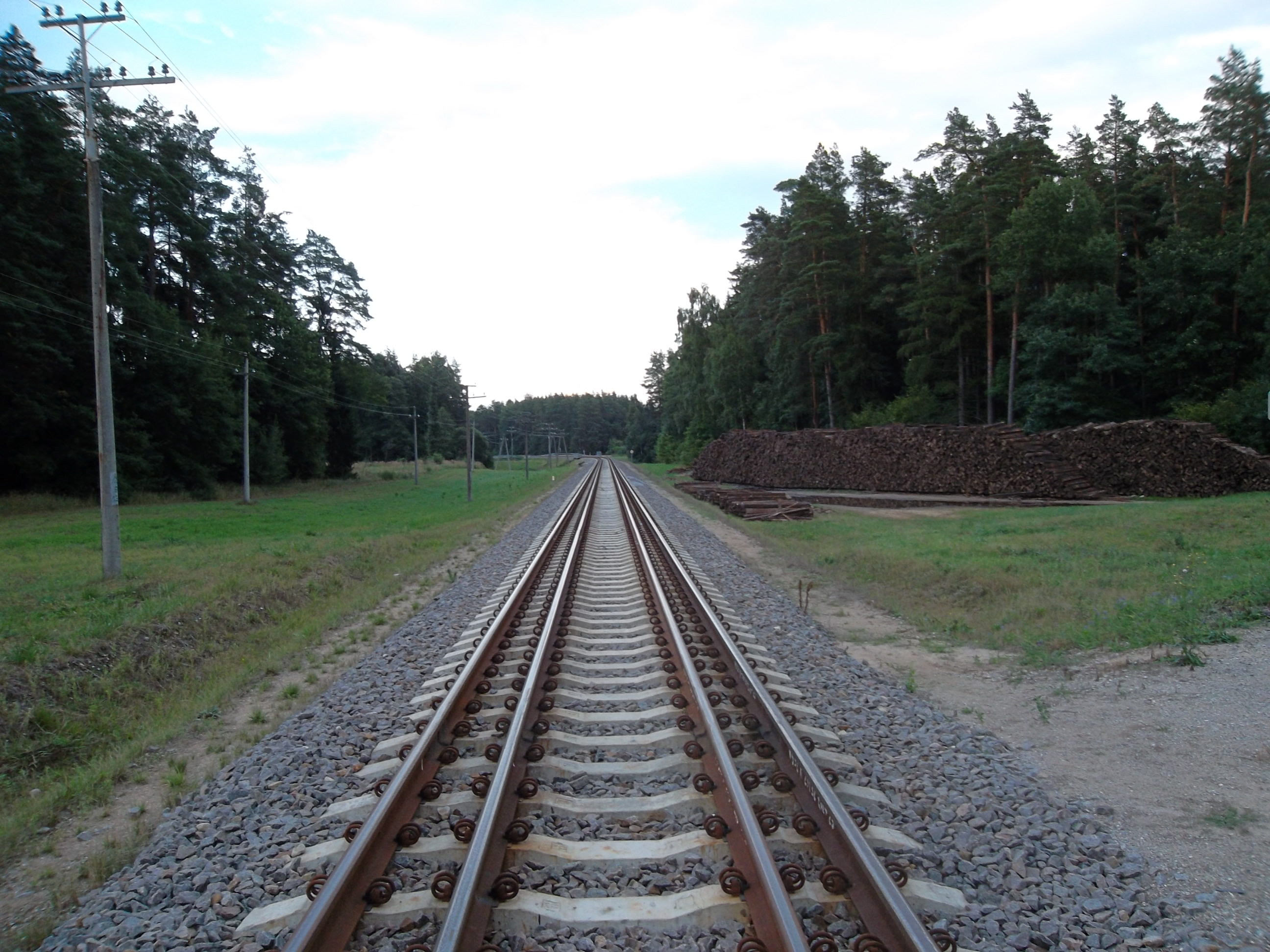
Rail Baltica vid Mockava i Litauen. Sträckan mellan Mockava, vid Polska gränsen, och Šeštokai har Fyrskensspår.

Hittills har endast sträckan mellan polsk-litauiska gränsen och Kaunas (kallad Rail Baltica I) öppnats, utan elektrifiering. Den trafikeras av dieseldrivna tåg på sträckan Bialystok-Kaunas.[källa behövs]

### Byggnation
Första sträckan, från Polska gränsen till Kaunas färdigställdes 2020.
I november 2020 påbörjades byggnationen av den nya centralstationen i Riga, den nya stationen vid Rigas internationella flygplats påbörjades i maj 2021. I februari 2024 firades att takkonstruktionen till Riga central färdigställts.
Byggnation av järnvägslinjen planeras att starta i alla tre baltiska stater på bred front under 2024. Kontrakt tilldelades under slutet av 2023 och under 2024 för flertalet sträckor i samtliga länder.

### Tunnel under Finska viken
Sedan mitten av 1990-talet har förslag framlagts på en undervattenstunnel i Finska viken mellan Tallinn och Helsingfors, som då binder samman Finland med Rail Baltica och beräknas kosta omkring hundrafemtio miljarder svenska kronor. En förutsättning för tunneln är dock så kallad variabel spårvidd (som ger hjulaxeln möjlighet att anpassa spårvidden vid spårviddsbyte) med hänsyn till bredspåret som används på järnväg i Finland (liksom i Ryssland), alternativt ombyggnad av finska järnvägen från bredspår till normalspår (på i vart fall de banor som förväntas trafikeras av normalspåriga tåg).

## Tekniska data
Den normalspåriga järnvägen blir 870 km lång och byggs för både person- och godstrafik. Den kommer att vara dubbelspårig och elektrifierad med 25 kV AC och ha en maximal hastighet för persontrafik på 240 km/h.